# موسى محمد
موسى محمد (بالإنجليزية: Musa Muhammed)‏ (31 أكتوبر 1996 بكانو في نيجيريا - ) هو لاعب كرة قدم نيجيري في مركز الدفاع. شارك مع منتخب نيجيريا تحت 20 سنة لكرة القدم. أما مع النوادي، فقد لعب مع نادي إسطنبول باشاكشهر.

## وصلات خارجية
- موسى محمد على موقع اتحاد تركيا (لاعب) (الإنجليزية)
- موسى محمد على موقع إي إس بي إن إف سي (الإنجليزية)
- موسى محمد على موقع قاعدة بيانات كرة القدم.إي يو (الإنجليزية)
- موسى محمد على موقع ناشيونال فوتبول تيمز (الإنجليزية)
- موسى محمد على موقع Soccerway.com (الإنجليزية)
- موسى محمد على موقع عالم كرة القدم.نت (الإنجليزية)